# Canon EF 85mm-objectief
De Canon EF 85mm is een familie van korte teleobjectieven gemaakt door de Japanse fabrikant Canon. Dankzij de EF-lensvatting zijn de EF 85mm-objectieven geschikt voor de EOS-cameralijn.
Objectieven met een brandpuntsafstand van 85 mm worden uitermate geschikt geacht voor portretfotografie aangezien het perspectief tussen onderwerp en achtergrond heel natuurlijk overkomt. In totaal heeft Canon vier EF-objectieven van 85 mm op de markt gebracht:
- f/1.2L USM
- f/1.2L II USM
- f/1.4L IS USM
- f/1.8 USM

## EF 85mmf/1.2L USM
De EF 85mm f/1.2L USM is een objectief uit de professionele L-serie. Mede-ontwerper van dit objectief is een mode-fotograaf die een speciaal lens-element heeft geïntroduceerd die voor een unieke bokeh zorgt. Dit nieuwe element zorgde ervoor dat het focus-systeem compleet opnieuw ontworpen moest worden. Hoewel er ook in de autofocus-stand handmatig kan worden scherpgesteld is dit niet mogelijk als de camera is uitgeschakeld. De voorzijde van het objectief draait niet maar schuift wel uit bij het focussen.

### EF 85mmf/1.2L II USM
Met de tweede generatie van dit objectief heeft Canon zich vooral gericht op het binnenwerk, de buitenzijde is nagenoeg identiek. De CPU werd vernieuwd, de autofocus werd 1,8 keer sneller en nieuwe coatings moesten de chromatische aberratie beperken.

## EF 85mmf/1.8 USM
De EF 85mm f/1.8 USM is een consumentenobjectief en kan als 'zusterobjectief' van de Canon EF 100mm f/2.0 USM worden gezien. De behuizing is van kunststof gemaakt terwijl de lensvatting uit metaal is opgetrokken. Dankzij een intern scherpstelsysteem draait het objectief niet tijdens het focussen en schuift de voorzijde niet uit.

## Specificaties
| Naam                        | f/1.2L USM              | f/1.2L II USM           | f/1.8 USM               |
| --------------------------- | ----------------------- | ----------------------- | ----------------------- |
| Afbeelding                  |                         |                         |                         |
| Belangrijkste eigenschappen |                         |                         |                         |
| Beeldstabilisatie           | Nee                     | Nee                     | Nee                     |
| Weerbestendig               | Nee                     | Nee                     | Nee                     |
| Ultrasonic Motor (USM)      | Ja                      | Ja                      | Ja                      |
| L-objectief                 | Ja                      | Ja                      | Nee                     |
| Diffractieve optica         | Nee                     | Nee                     | Nee                     |
| Macro                       | Nee                     | Nee                     | Nee                     |
| Technische eigenschappen    |                         |                         |                         |
| Diafragma (max-min)         | f/1.2-f/16              | f/1.2-f/16              | f/1.8-f/22              |
| Opbouw                      | 7 groepen / 8 elementen | 7 groepen / 8 elementen | 7 groepen / 9 elementen |
| Diafragmalamellen           | 8                       | 8                       | 8                       |
| Minimale scherpstelafstand  | 0,95 m                  | 0,95 m                  | 0,85 m                  |
| Maximale vergroting         | 0,11x                   | 0,11x                   | 0,13x                   |
| Horizontale beeldhoek       | 24°                     | 24°                     | 24°                     |
| Diagonale beeldhoek         | 28°30'                  | 28°30'                  | 28°30'                  |
| Verticale beeldhoek         | 16°                     | 16°                     | 16°                     |
| Fysieke eigenschappen       |                         |                         |                         |
| Gewicht                     | 1.025 g                 | 1.025 g                 | 425 g                   |
| Maximale diameter           | 91.5 mm                 | 91.5 mm                 | 75 mm                   |
| Lengte                      | 84 mm                   | 84 mm                   | 58 mm                   |
| Filterdiameter              | 72 mm                   | 72 mm                   | 58 mm                   |
| Accessoires                 |                         |                         |                         |
| Kap                         | ES-79II                 | ES-79II                 | ET-65III                |
| Verkoopinformatie           |                         |                         |                         |
| Introductie                 | september 1989          | maart 2006              | juli 1992               |
| Momenteel in productie?     | Nee                     | Ja                      | Ja                      |